# Carlos Berna González
Carlos Andrés Berna-González (Carepa, 21 gennaio 1990) è un ex sollevatore colombiano che ha gareggiato nella categoria dei pesi gallo (fino a 56 kg.).

## Carriera
Nel 2010, all'età di venti anni, vinse la medaglia d'argento ai Campionati panamericani di Città del Guatemala con 263 kg. nel totale.
Due anni dopo partecipò alle Olimpiadi di Londra 2012, piazzandosi al 7º posto finale con 268 kg. nel totale.
Nel 2015 vinse la medaglia d'argento ai Giochi Panamericani di Toronto con 265 kg. nel totale.
L'anno successivo ottenne un'altra medaglia d'argento ai Campionati panamericani di Cartagena con 262 kg. nel totale.
Nel 2017 vinse la medaglia d'oro ai Campionati panamericani di Miami con 270 kg. nel totale e, qualche mese dopo, partecipò ai Campionati mondiali di Anaheim, dove terminò la gara al 4º posto finale con 266 kg. nel totale ma, a seguito della squalifica per doping del 3º classificato di quella stessa gara, il thailandese Witoon Mingmoon, Carlos Berna-González fu avanzato alla medaglia di bronzo.
Nel 2018 ottenne la medaglia d'argento ai Campionati panamericani di Santo Domingo con 263 kg. nel totale, ultimo podio importante della sua carriera.